# Znamjanka (obwód chersoński)
Znamjanka (ukr. Знам'янка) – wieś na południu Ukrainy, w obwodzie chersońskim, w rejonie biłozerskim. Miejscowość liczy 136 mieszkańców.